# La Convalescente (Degas)
Pour les articles homonymes, voir La Convalescente.
La Convalescente – ou La Malade – est un tableau réalisé par le peintre français Edgar Degas vers 1872 à La Nouvelle-Orléans, aux États-Unis. Cette huile sur toile est le portrait d'une jeune femme malade ou convalescente. L'œuvre fait partie depuis 2002 des collections du J. Paul Getty Museum de Los Angeles, aux États-Unis.